# Żydowska Szkoła Pielęgniarek

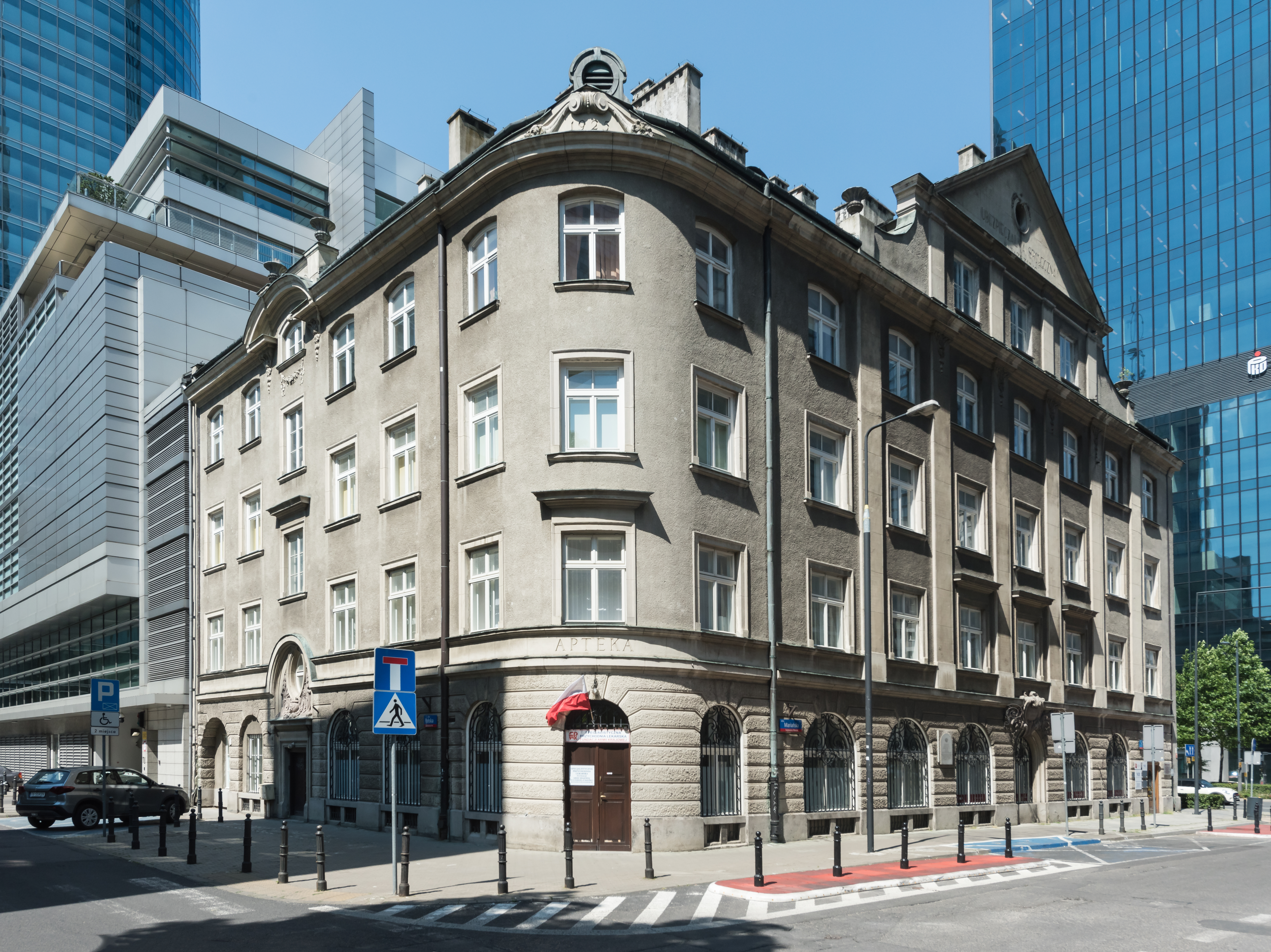
Budynek Kasy Chorych przy ul. Mariańskiej 1, w którym w latach 1940−1942 mieściła się szkoła

Żydowska Szkoła Pielęgniarek – szkoła pielęgniarstwa działająca w getcie warszawskim, założona w 1940 roku przez Lubę Blum-Bielicką
Szkoła była kontynuacją Szkoły pielęgniarstwa związanej ze Szpitalem Starozakonnych w Warszawie. Działała w budynku Kasy Chorych przy ulicy Mariańskiej 1. 
Szkoła została zlikwidowana w 1942 roku.

## Upamiętnienie
W latach 90. XX wieku na ścianie budynku przy ul. Mariańskiej 1 umieszczono tablicę pamiątkową o treści: 
W tym budynku w latach 1940−1942 w getcie warszawskim Luba Blum-Bielicka (1905−1973) prowadziła Żydowską Szkołę Pielęgniarek. Za swoje bohaterstwo i poświęcenie została odznaczona Medalem Florence Nightingale przez Międzynarodowy Czerwony Krzyż.